# Ջ
La Ջ, minuscolo ջ, è la ventisettesima lettera dell'alfabeto armeno. Il suo nome è ջե, ǰe (armeno classico e orientale: [dʒɛ], armeno occidentale: [tʃʰɛ]).
Rappresenta foneticamente:
- in armeno classico e orientale la consonante affricata postalveolare sonora [dʒ][1]
- in armeno occidentale la consonante affricata postalveolare sorda aspirata [tʃʰ].

## Codici
- Unicode:
  - Maiuscola Ջ : U+054B
  - Minuscola ջ : U+057B